# Кирсанов, Александр Васильевич (химик)
Кирса́нов Алекса́ндр Васи́льевич (2 ноября 1902 года, Москва, Российская империя — 19 мая 1992 года, Киев, Украина) — советский химик, доктор химических наук, профессор, действительный член АН УССР.

## Биография
Окончил химический факультет Московского высшего технического училища (1924). В 1926—1930 гг. ассистент кафедры органической химии МВТУ. В 1932—1939 гг. работал в Уральском научно-исследовательском институте механической обработки полезных ископаемых. Заведующий кафедрой органической химии в Свердловском медицинском институте (1940—1946). Доктор химических наук (1939), профессор (1941). Заведующий кафедрой органической химии Днепропетровского металлургического института (1944—1956). Работал в Институте органической химии Академии наук УССР в Киеве (с 1956). Директор Института  органической химии (1960—1983). Член-корреспондент АН УССР (с 1951), действительный член АН УССР (1961)..
Работал в области органической химии. Открыл фосфазореакцию (реакция Кирсанова) (1950) и реакцию прямого амидирования карбоновых кислот (1949). В 1954 году впервые синтезировал оксоиодид фосфора и другие иодиды, а также изоцианат фосфора.

## Награды
Награждён Золотой медалью им. Д. И. Менделеева (1965) «за серию работ по химии фосфор- и сераорганических соединений».
Награждён орденом Ленина (1971).

## Память
На территории Института Органической Химии НАН Украины в память Александра Васильевича установлен бюст.